# Azione del 5 maggio 1794
L'azione del 5 maggio 1794 fu uno scontro navale minore combattuto nell'Oceano Indiano nel corso delle Guerre rivoluzionarie francesi. Uno squadrone inglese bloccò l'isola di Île de France (attuale Mauritius) dall'inizio dell'anno ed il 5 maggio vennero scoperte due navi avvicinarsi in quella posizione. Quando i vascelli si avvicinarono, gli inglesi vi riconobbero la fregata francese Duguay Trouin, che era stata già catturata dalla Compagnia britannica delle Indie Orientali e poi ripresa dai francesi ed un piccolo bricco. Servendosi di venti favorevoli, lo squadrone inglese diede la caccia ai nuovi arrivati che fuggirono. La caccia fu breve dal momento che la Duguai Trouin aveva marinai inesperti a bordo e molti di loro erano ammalati ed incapaci di compiere il loro dovere. La fregata inglese HMS Orpheus fu la prima a giungere sul posto e ed a sbaragliare i francesi. Dopo un'ora e venti minuti il capitano francese si arrese al capitano Henry Newcome della Orpheus che catturò la sua nave el a prese con sé sino in India.

## Antefatto
Gli inglesi entrarono in guerra con la Francia rivoluzionaria nel febbraio del 1793, ma la notizia raggiunse l'Oceano Indiano solo quattro mesi dopo. L'immediata priorità dello squadrone inglese al comando del commodoro William Cornwallis nell'India britannica era quella di catturare quante più possibili colonie francesi in India, in particolar modo il porto di Pondicherry. Una volta completata questa operazione alla fine di agosto del 1793, gli inglesi fecero ritorno in Europa col loro squadrone. Quest'ultima azione lasciò le rotte commerciali inglesi in Oriente completamente allo sbaraglio e le attività piratesche dei francesi aumentarono notevolmente, in particolare con navi provenienti da l'Île de France che catturarono un gran numero di vascelli mercantili, tra cui il grande East Indiaman Princess Royal che venne catturato da un gruppo di corvette il 27 settembre presso lo Stretto della Sonda.
La Princess Royal era una nave bene armata con diversi cannoni di grandi dimensioni e cannoni più piccoli sul pontile principale. La Marina francese immediatamente la prese al proprio servizio e la rinominò Duguay Trouin armandola con 34 cannoni totali ed attaccandola allo squadrone dell'Île de France con le fregate Prudente e Cybèle, e col bricco Vulcan, tutte al comando del capitano Jean-Marie Renaud. Questa forza battagliò in maniera inconcludente con uno squadrone della Compagnia britannica delle Indie Orientali presso lo Stretto della Sonda nel gennaio 1794, prima di fare ritorno all'Île de France con la nave catturata Pigot.
Dall'inizio della primavera del 1794, tre vascelli avevano lasciato le coste inglesi: la HMS Orpheus (32 cannoni) al comando del capitano Henry Newcome, la HMS Centurion (50 cannoni) al comando del capitano Samuel Osbourne, e la HMS Resistance (44 cannoni) al comando del capitano Edward Pakenham a rimpiazzare lo squadrone di Cornwallis. Queste navi passarono le basi francesi presso l'Île de France sulla rotta verso l'India, e bloccarono per breve tempo il porto locale con alcuni successi contro i mercantili francesi dell'area: la HMS Orpheus da sola inviò tre ufficiali e venti uomini in India a catturare dei mercantili francese. Le navi in uso all'epoca nell'area dai francesi erano la Duguay Trouin e la Vulcain che stavano viaggiando insieme nell'Oceano Indiano per fare ritorno all'Île de France.

## La battaglia
Quando i vascelli francesi si stavano avvicinando all'isola il 5 maggio vennero avvistati subito dalle sentinelle dello squadrone britannico. I capitani inglesi attesero quindi sino a quando le navi francesi non si fossero portate a giusta distanza per lanciare a metà mattinata il loro attacco accerchiandoli così da impedire loro la fuga, anche grazie alla scarsa qualità dei marinai ingaggiati a bordo della Duguay Trouin. Alle 11:45, la Orpheus fu la prima a raggiungere la fregata francese Duguay Trouin sparandole a lungo raggio. Nel giro di dieci minuti le navi inglesi riuscirono ad avere la meglio sul nemico.
Alle 13:15, la Duguay Trouin appariva ormai fortemente danneggiata, con lo scafo pesantemente compromesso, il bompresso spezzato e pesanti perdite tra gli uomini della ciurma. Con la nave in queste condizioni e la Centurion e Resistance a sole 3 miglia navali che si avvicinavano rapidamente, il capitano francese ammainò la bandiera e si arrese. Il bricco Vulcain colse l'occasione invece per fuggire in quanto la Duguay Trouin e la Orpheus erano impegnate a combattersi e riuscì poi a raggiungere l'Île de France. I francesi avevano perso 21 uomini e a bordo contavano 60 feriti su un totale di 403.

## Conseguenze
Newcome inizialmente portò la nave catturata a Mahé nelle Seychelles, dove pretese dalla colonia francese locale dei rifornimenti, in particolare acqua, per i suoi prigionieri. I governatori francesi delle isole si rifiutarono e Newcome si vide quindi costretto ad assediare la città, prendendo tutti i rifornimenti e le munizioni trovate sul posto. I prigionieri feriti o malati vennero sbarcati per poter essere meglio curati a terra. Newcome tornò quindi in India con la sua nave al seguito, ma essa poi non venne inclusa in quelle della Royal Navy.
La reazione storica della battaglia si focalizzò sul ruolo degli inglesi come tutori della sicurezza delle rotte commerciali nell'Oceano Indiano La Duguay-Trouin del resto era stata una preda facile in quanto era stata mal costruita e poco armata dai francesi. Il blocco inglese all'Île de France continuò per il resto dell'anno, con la Centurion che venne coinvolta in un'azione inconcludente contro lo squadrone francese nell'ottobre successivo. Sebbene l'Île de France rimanesse nelle mani dei francesi per il resto del conflitto, l'Oceano Indiano passò sempre più sotto il diretto controllo degli inglesi dal 1796.